# عملیات ثامن‌الائمه
عملیات ثامن‌الائمه عملیات تهاجمی نیروهای مسلح ایران، در خلال جنگ ایران و عراق بود، که به فرماندهی نیروی زمینی ارتش جمهوری اسلامی ایران و مشارکت سپاه پاسداران انقلاب اسلامی، علیه مواضع یگان‌های نیروی زمینی عراق، مستقر در استان خوزستان، انجام شد. این عملیات در ساعت ۱ بامداد ۵ مهرماه ۱۳۶۰ در محور آبادان به شرق کارون در جنوب‌غربی ایران آغاز گردید و پس از ۴۲ ساعت نبرد بی‌وقفه، با شکسته شدنِ حصر آبادان و بازپس‌گیری بیش از ۱۵۰ کیلومتر مربع از خاکِ ایران، به پایان رسید. محوریت عملیات ثامن‌الائمه با لشکر ۷۷ خراسان بود و در مجموع بیش از ۳۵ گردان از نیروهای ایرانی در این عملیات شرکت داشتند.

## خلاصه نبرد
پس از برکناری ابوالحسن بنی‌صدر از مقام فرماندهی کل قوا، امکان همکاری مشترک سپاه پاسداران و ارتش، میسر شد. با صدور پیام روح‌الله خمینی در جهت شکسته شدن حصر آبادان، نیروی زمینی ارتش با طراحی این عملیات و محول کردن آن به لشکر ۷۷ خراسان، در ساعت یک بامداد ۵ مهر ۱۳۶۰ با نام عملیات ثامن‌الائمه، در ۳ محور دارخوین، فیاضیه و جاده آبادان-ماهشهر، به اجرا درآمد.
در این عملیات چند گردان از سپاه پاسداران، لشکر ۷۷ خراسان و تیپ ۳۷ زرهی شیراز از ارتش، یک گردان تانک، از تیپ ۲ لشکر ۱۶ زرهی قزوین و یک گردانِ پیاده از ژاندارمری، به مصاف حدود ۳۰ گردان از نیروی زمینی عراق رفتند. نیروهای ایرانی تا ساعت ۲ بعد از ظهر، ضمن شکستن محاصرهٔ آبادان، موفق شدند ۲ جادهٔ آبادان-اهواز و آبادان-ماهشهر را نیز تصرف نمایند. محوریت اصلی عملیات ثامن‌الائمه با لشکر ۷۷ خراسان بود.

## محاصره آبادان
جزیره آبادان در دورترین نقطهٔ جنوب‌غربی ایران قرار دارد، که از جنوب این شهر، آب‌های خلیج فارس، از شمال و مشرق؛ رودخانه‌های کارون و بهمن‌شیر و از غرب نیز اروندرود، آن را دربر گرفته‌اند. اروندرود که در غرب آبادان مستقر می‌باشد، تنها رودخانهٔ قابل کشتی‌رانی در ایران است، که تا پیش از جنگ ایران و عراق، ۲ بندر خرمشهر و آبادان، از مسیر این آب‌راه، به خلیج فارس و دریاهای آزاد متصل می‌شدند. شهر آبادان به سبب وجود پالایشگاه نفت آبادان، نقش مهمی را در صنعت نفت آن روز ایران ایفاء می‌کرد. خرمشهر نیز یکی از مهم‌ترین بندرهای مبادلاتی ایران محسوب می‌گردید، که از طریق راه‌آهن سراسری، به سایر نقاط کشور متصل می‌شد. گمرک خرمشهر یکی از گمرک‌های بزرگ و پرتردد آن زمان ایران بود که بخش زیادی از کالاهای وارداتی از طریق این گمرک ترخیص و به سر تا سر ایران ارسال می‌شد.
پس از حمله عراق در ۳۱ شهریور ۱۳۵۹ و اشغال سریع بخش‌هایی از خاک ایران، خرمشهر پس از ۳۴ روز مقاومت، سرانجام با عقب‌نشینیِ معدود نیروهای ایرانی مدافع شهر، به دست ارتش عراق افتاد. پس از سقوط خرمشهر، ارتش عراق تلاش کرد تا از طریق شرق رودخانه کارون و شمال بهمن شیر، جزیره آبادان را نیز اشغال نماید، که با این وضعیت، شهر آبادان نیز در یک محاصره ۳۳۰ درجه‌ای توسط نیروهای مهاجم عراقی، قرار می‌گرفت.

## استعداد نیروها

### عراق
استعداد نیروها و آرایش یگان‌های نیروی زمینی عراق، در منطقه عملیات ثامن‌الائمه، برابر اسناد به‌دست آمده از تیپ ۸ مکانیزه نیروی زمینی عراق، در تاریخ ۲۶ مردادماه ۱۳۶۰:
- تیپ ۸ مکانیزه از لشکر ۳ زرهی: با ۳ گردان مکانیزه و ۱ گردان تانک؛ در شمال سرپل و جنوب سلمانیه، مواضع پدافندی را اشغال و تحکیم کرده بود.
- تیپ ۶ از لشکر ۳ زرهی: با ۳ گردان تانک و ۱ گردان مکانیزه، در قسمت مرکزی و شرقی سرپل، در شمال جاده ماهشهر-آبادان مستقر بود.
- تیپ ۴۴ از لشکر ۱۱ پیاده: با ۱ گردانِ تحت امرِ لشکر ۳ زرهی، در قسمت جنوبی منطقه سرپل و جنوب جاده ماهشهر-آبادان پدافند می‌کرد.
- تیپ ۱۲ از لشکر ۳ زرهی: در غرب کارون در احتیاط قرار داشت و گردان‌های تانک الطارق و سیف‌سعد، همچنین چند گردان از جیش‌الشعبی، ۱ گردان از تیپ ۴۴ پیاده و ۱ گردان از تیپ ۳۳ نیروی مخصوص نیز در منطقه شرق رودخانه کارون استقرار داشتند.

در مجموع استعداد نیروهای عراقی در این منطقه، برابر یک لشکر تقویت‌شده بود، ضمن اینکه فرماندهٔ سپاه سوم نیروی زمینی عراق نیز می‌توانست از احتیاط لشکر ۵ مکانیزه و لشکر ۹ زرهی، که در جنوب‌غربی اهواز و سوسنگرد مستقر بودند، برای تقویت لشکر ۳ زرهی استفاده نماید.

### ایران
ترکیب نیروهای مسلح ایران در عملیات ثامن‌الائمه، از نیروهای ارتش، سپاه پاسداران، بسیج و نیروهای ژاندارمری تشکیل شده بود. در این عملیات، نیروهای سپاه پاسداران با استعداد ده گردان، در ۳ قرارگاه به‌صورت تیپ (در مجموع ۲۴۰۰ نفر) تحت امر لشکر ۷۷ ارتش سازماندهی شده بودند، همچنین از نیروی زمینی ارتش؛ ۳ تیپ از لشکر ۷۷ خراسان، یک گردان تانک از لشکر ۱۶ زرهی قزوین و نیز تیپ ۳۷ زرهی شیراز حضور داشتند. در عملیات ثامن‌الائمه جهاد سازندگی و مهندسی لشکر ۷۷ وظیفه احداث جاده‌های پشتیبانی و اجرای عملیات مهندسی مقدماتی را برعهده داشت:
- لشکر ۷۷ خراسان: ۳ تیپ (۸ گردان پیاده)*
- دو گردان تانک سازمانی لشکر ۷۷ (۲۴۶ تانک و ۲۹۱ تانک) و گردان ۲۱۴ سوار زرهی /شناسایی از همین لشکر
- یک گردان تانک از لشکر ۱۶ زرهی قزوین (گردان ۲۵۱) و یک گردان تانک از لشکر ۹۲ زرهی (گردان ۲۵۶)؛ توضیح اینکه گردان ۲۰۷ زرهی لشکر ۹۲ روز ۵ مهرماه ۱۳۶۰ ساعت ۱۲:۰۰ وارد منطقه گردید، بنابراین به کار گرفته نشد.
- تیپ ۳۷ زرهی شیراز
- تیپ ابوذر افغانستانی
- گردان ۱۰۷ پیاده امداد (پیاده سبک) ژاندارمری حاضر در منطقه
- تیپ یکم تفنگداران نیروی دریایی ارتش[۲۸]
- توپخانه نیروی زمینی ارتش: ۲۴ آتشبار (۹ گردان) شامل: پنج گردان توپخانه لشکر ۷۷ (گردان‌های ۳۱۵، ۳۶۸، ۳۸۳، ۸۱۵ و ۳۷۰) و چهار گردان توپخانه از گروه‌های ۱۱ و ۲۲ و ۳۳ و ۴۴.[۲۹]
- سپاه پاسداران انقلاب اسلامی و بسیج: حدود ۲۴۰۰ نفر در قالب (ده گردان) پیاده سبک که هر گردان به استعداد ۲۴۰ نفر در گردان‌های رزمی لشکر ۷۷ ادغام شدند.[۳۰][۳۱]
- جهاد سازندگی[۳۲]
- نیروی هوایی: با تشکیل قرارگاه شبح-۲ و به کارگیری سه پایگاه همدان، دزفول و بوشهر و تعدادی از هواپیماهای اف-۴ و اف-۵ و اف-۱۴ و سایر هواپیماها همچون بوئینگ‌های سوخت‌رسان، هواپیماهای فرندشیپ و سی-۱۳۰، در پشتیبانی هوایی و در ترابری پیش و پس از عملیات به خصوص در انتقال رزمندگان به منطقه و سپس انتقال فوری مجروحان از منطقه حضوری مؤثر داشتند. تمامی خلبانان نیز توجیه شده بودند تا از طریق افسر رابط هوایی در هماهنگی و تعامل کامل با قرارگاه‌های تاکتیکی نزاجا (لشکر ۷۷) در ماهشهر و شادگان عمل نمایند.[۳۳]
- هوانیروز هم با استعدادی شامل ۱۸ فروند بالگرد تهاجمی کبرا، ۲۰ فروند بالگرد ۲۱۴، چهار فروند بالگرد شنوک، دو فروند ۲۰۶ و دو فروند بالگرد ۲۰۵ در این عملیات شرکت داشت.[۳۴]
- در کنار این نیروها، سایر یگان‌های ارتش ایران همچون یگان‌های پشتیبانی‌کننده آمادی، مهندسی، سامانه‌ی شنود اداره دوم ستاد مشترک ارتش، بهداری، ترابری و غیره نیز در این عملیات حضوری مؤثر و تعیین‌کننده داشتند. برای عملکرد بهتر نیروهای ایرانی، جهاد سازندگی علاوه بر احداث جاده وحدت که در فروردین ۱۳۶۰ انجام شده بود، امور مقدماتی مهندسی این عملیات را با همکاری مهندسی لشکر ۷۷ بر عهده گرفت.[۳۵]

* گردان‌های پیاده نیروی زمینی ارتش اغلب استعدادی از ۸۰۰ تا ۱۰۰۰ نفر برخوردار بودند.

## موقعیت منطقه
منطقه عملیاتی با وسعتی بالغ بر ۱۳۰ کیلومتر مربع، از شمال به جاده اهواز-آبادان، از جنوب به شهر آبادان، از شرق به حدفاصل بین شادگان و جاده ماهشهر-آبادان و از غرب به رود کارون در حد فاصل بین سلمانیه تا فیاضیه، محدود می‌شد. منطقه تحت اشغال نیروی زمینی عراق، به طول تقریبی ۱۳ کیلومتر مربع، در امتداد رود کارون بود، که به همین میزان به سمت شرق و جنوب گسترش یافته بود، به گونه‌ای که بخشی از دو جاده اهواز-آبادان و ماهشهر-آبادان، در منطقه تحت اشغال نیروهای عراقی قرار داشتند.

## شرح عملیات

یک تانک عراقی در تصرف نیروهای ایرانی، جبهه آبادان (۵ مهرماه ۱۳۶۰)

طرح عملیات ثامن‌الائمه در ۱۵ شهریور ۱۳۶۰ تکمیل و سرانجام در ساعت ۱ بامداد روز پنجم مهر ۱۳۶۰ نیروهای ایرانی با رعایت اصل غافلگیری و پس از گسترش روی خط، به‌طور ناگهانی بر مواضع مقدم نیروی زمینی عراق هجوم برده و خاکریزهای اولیه را بدون زد و خورد اشغال کردند. با سپری شدن تاریکی، نیروهای هوایی طرفین وارد کارزار شده و هلیکوپترها نیز به پرواز درآمدند و پشتیبانی آتش‌های توپخانه هر دو طرف با شدت هر چه تمام‌تر به مرحله اجرا درآمد و عراق نیروهای احتیاط خود را در منطقه شمال محور ماهشهر به آبادان وارد عمل نمود. نیروهای ایرانی با وجود گرمای شدید، مقاومت سرسختانه نیروی زمینی عراق را در هم شکستند و بعد از ۴۲ ساعت تلاش مداوم، لشکر ۷۷ خراسان، سپاه پاسداران انقلاب اسلامی، گروه فداییان اسلام و نیروهای داوطلب بسیج، عملیات با موفقیت به پایان رسید و در پایان عملیات، نیروی زمینی عراق خسارات سنگینی را متحمل گردید و در نهایت، جزیره آبادان از محاصره آنان خارج شد.

## نتایج عملیات

بازدید سرهنگ شهاب الدین جوادی فرمانده لشگر ۷۷ خراسان از اسرای عراقی پس از عملیات شکست حصر آبادان (۶ مهرماه ۱۳۶۰)

1. ساحل شرقی رودخانه کارون توسط نیروهای ایرانی تصرف گردید.
2. آبادان از محاصره یک ساله نیروهای عراقی خارج شد.
3. بیش از ۱۵۰ کیلومتر مربع از اراضی اشغال‌شده ایران آزاد شد.
4. تلفات این عملیات برای طرف عراقی بیش از ۱٫۵۰۰ نفر کشته و در حدود ۲٫۵۰۰ نفر اسیر شدند، تعداد ۹۰ دستگاه تانک و نفربر، ۱۰۰ دستگاه انواع خودروی سبک و سنگین منهدم گردید و ۳ فروند هواپیمای جنگنده و یک فروند هلیکوپتر نیروی هوایی عراق نیز سرنگون شدند، همچنین ۱۰۰ دستگاه تانک، ۶۰ دستگاه نفربر، ۳ دستگاه لودر و ۱۵۰ دستگاه خودرو نیز توسط نیروهای ایرانی به غنیمت گرفته شد.
5. از نیروهای ایرانی ۳٫۰۰۰ نفر کشته و زخمی شدند و ۱۵۰ فروند تانک، ۹ فروند هلیکوپتر تهاجمی از نوع بل ای‌اچ-۱ کبرا، ۲ فروند هلیکوپتر ترابری بوئینگ سی‌اچ-۴۷ شنوک و ۳ فروند بل ۲۱۴ ایرانی نیز در هنگام اجرای این عملیات منهدم شدند.
6. عملیات ثامن‌الائمه را باید اولین تجربه پیروز عملیات‌های مشترک سپاه و ارتش دانست، که پس از عزل بنی‌صدر انجام گردید. پس از این عملیات ۷ نفر از فرماندهان ارشد نیروی زمینی عراق، با دستور صدام حسین تیرباران شدند.